# دایدنسهاوزن
دایدنسهاوزن (به آلمانی: Diedenshausen) یک منطقهٔ مسکونی در آلمان است که در باد برلبورگ واقع شده‌است.